# St. Vladimir’s Orthodox Theological Seminary
Das St. Vladimir’s Orthodox Seminary ist ein orthodoxes theologisches Seminar unter der Jurisdiktion des Metropoliten der Orthodox Church in America. Es ist eine pan-orthodoxe Institution für Studenten aller östlich-orthodoxen Kirchen und die einzige orthodoxe theologische Institution in den Vereinigten Staaten, die nicht nur der Lehre, sondern auch der Forschung gewidmet ist.
Das Seminar wurde nach dem Heiligen Wladimir, dem Großfürsten der Kiewer Rus, benannt. Es ist der Association of Theological Schools in the United States and Canada angeschlossen.

## Geschichte
Das 1905 gegründete einzige Seminar der russisch-orthodoxen Kirche in Tenafly, New Jersey, musste 1923 schließen, da die durch die russische Revolution von der Mutterkirche abgeschnittene russische Emigrantenkirche es nicht mehr finanzieren konnte. 1937 schlug einer der ehemaligen Lehrer vor, das Seminar wieder zu öffnen und setzte es durch, dass die orthodoxen Priester in Amerika, wie ihre Kollegen von anderen Kirchen, als Grundlage ihrer theologischen Ausbildung eine College-Ausbildung in Liberal Arts absolvieren sollten.
1938 wurde das Seminar in New York City gegründet und hatte in den ersten zehn Jahren schwer zu kämpfen, nur unterstützt durch eine kleine Gruppe von Freunden. Es kam zu einer Zusammenarbeit mit dem Columbia College und das Seminar war in Räumlichkeiten des General Theological Seminary untergebracht.
Nach dem Zweiten Weltkrieg erlebte das Seminar einen ungeahnten Aufschwung. Gleich mehrere orthodoxe Theologen von Weltruf, darunter Georgij Petrovic Fedotov vom Institut de Théologie Orthodoxe Saint-Serge, Nicholas Arseniev von der orthodoxen theologischen Fakultät in Warschau, Evgeni Spektorsky von der Universität von Kiew und Nikolaus Lossky von der Universität von St. Petersburg machten es möglich, im Seminar eine vollständige theologische Ausbildung anzubieten. Das Seminar zog um in Räumlichkeiten des Union Theological Seminary und wurde 1948 offiziell als "Institution of higher learning" akkreditiert.
Dieser Neubeginn fiel zusammen mit der Ankunft von Georgi Wassiljewitsch Florowski vom Institut de Théologie Orthodoxe Saint-Serge, der 1949 zum Dekan ernannt wurde. Unter seiner Leitung wurde das theologische curriculum entwickelt, und das Seminar bekam eine klar pan-orthodoxe Orientierung. In seiner Inaugurationsrede sagte Florowski: „Ein heutiger orthodoxer Theologe kann sich nicht in eine enge Zelle irgendeiner lokalen Tradition zurückziehen, weil die Orthodoxie im Grund nicht eine lokale, sondern eine ökumenische Tradition ist.“
Der gegenwärtige Campus in Yonkers nördlich von New York City wurde 1961 bezogen. Sichergestellt wurde die Zukunft des Seminars durch die Ankunft weiterer junger Theologen von Saint-Serge, Alexander Schmemann, der von 1962 bis 1983 Dekan des Seminars sein sollte, und seinen Nachfolger John Meyendorff.

## Dekane des St Vladimir’s Seminary
- Georgi Wassiljewitsch Florowski 1949–1955
- Metropolitan Leonty Turkevich, 1955–1962
- Alexander Schmemann, 1962–1983
- John Meyendorff, 1984–1992
- Thomas Hopko, 1992–2002
- John H. Erickson, 2002–2007
- John Behr, seit 2007